# Стъбло
Стъблото (или стебло) е надземен вегетативен орган, който образува и носи пъпките, листата, цветовете и плодовете на растението. Стъблото осъществява връзката между тях както анатомически, така и физиологически, провеждайки соковете на растението. Появило се е при преминаването на растенията от воден към сухоземен начин на живот.

## Морфология на стъблото
Стъблото е един от основите вегетативни органи на растението. Свързва морфологично и функционално двата органа за хранене на растението – корените и листата.
- Клонка – по-малки или по-големи разклонения на стъблото, чиято структура се състои от възли и междувъзлия. По тях са разположени пъпките и цветовете. Едногодишната клонка е летораст.
- Пъпка – образувателна тъкан, обвита с покривни люспи, която е зародиш на нова клонка, лист или цвят. В зависимост от разположението върху стъблото, пъпките биват връхни, странични и пазвени. Спрямо това какво се развива от тях биват листни, цветни и смесени.
- Листоразположение – начинът, по който листата са разположени по възлите на стъблото, се нарича листоразположение. Различават се три основни вида листоразположение: спираловидно (последователно), срещуположно и прешленесто. При спираловидното във всеки възел има по един лист. При срещуположното във всеки възел има по два листа, разположени едни срещу друг. При прешленестото във всеки възел са разположени повече от два листа.

## Функции
- Провежда от корените хранителните вещества до листата и асимилатите от листата до корените.
- Осигурява механична устойчивост на растението.
- Създава най-подходящо листоразположение за максимално използване на слънчевата светлина.
- Носеща функция за клонките и цветовете.
- Натрупва резервни хранителни вещества.
- Служи за вегетативно размножаване.

## Индивидуално развитие
Стъблото се развива от връхна меристемна тъкан, известна като вегетационен конус (защитена от външни въздействия чрез покривни люспи или вегетативни листа). Расте нагоре (ортотропно), проявявайки отрицателен геотропизъм. Стъблото нараства на дължина и почти при всички растения надебелява и се разклонява. Нарастването става с връхната пъпка, която е изградена от нарастващо конусче (от образувателна тъкан), от което водят началото си всички клетки и тъкани на стъблото. Конусчето е заобиколено от зачатъчни листа, които го предпазват от нараняване, помежду им се намират зачатъчни пазвени пъпки.

## Външно устройство на стъбло
В стъблото се различават:
- възли – плътни участъци, при едносемеделните в основата с меристемна тъкан;
- междувъзлия – участък от възел до възел;
- връхни и странични пъпки, които дават разклоняване на стъблото, което е външно (екзогенно). Като цяло при едносемеделните растения стъблото е по-слабо разклонено, отколкото при двусемеделните.

### Разклоняване
Разклоняването е свързано с увеличаване на общата повърхност и бива връхно или странично. Разклоненията се развиват от страничните пъпки, със същото устройство и нарастват като главната ос. Те също могат да дадат разклонения от различен порядък – 1-ви, 2-ри, 3-ти и т.н.
Типове разклоняване:
- Дихотомно (вилужно) – водорасли, плауни и др.
- Моноподиално – с ясно различимо главно стъбло – голосеменни и двусемеделни покритосеменни растения, епифити, орхидеи и др.
- Симподиално – връхната пъпка отмира и според броя странични пъпки под нея бива: моно-, ди-, плейохазий (така е при повечето двусемеделни растения). Счита се за еволюционно най-напреднало като тип.

## Видове стъбла
Формата на стъблото (като напречно сечение) най-често е кръгла, но може да е многоъгълна, четириръбеста (отличителен белег при сем. Устоцветни), по-рядко триъгълна (при сем. Острицови), също така плоска или крилата.
В зависимост от своя жизнен срок съществуват следните типове стъбла – едногодишни, двугодишни и многогодишни; това обособяване е паралелно на категориите, основани на т.нар. ха̀битус на растенията. Съобразно физическите си характеристики те се разделят на: лиани, тревисти растения, полухрасти, храсти и дървета. Според положението на стеблото в пространството, растенията биват: увивни, пълзящи, приповдигащи се и изправени.